# Mesostenus lanarius
Mesostenus lanarius är en stekelart som beskrevs av Johannes von Nepomuk Franz Xaver Gistel 1857. Mesostenus lanarius ingår i släktet Mesostenus och familjen brokparasitsteklar. Inga underarter finns listade i Catalogue of Life.